# Пацевичи (Дятловский район)
Пацеви́чи (бел. Пацавічы) — деревня в Козловщинском сельсовете Дятловского района Гродненской области Белоруссии. Согласно переписи населения 2009 года в Пацевичах проживало 25 человек. Площадь населённого пункта составляет 15,01 га, протяжённость границ — 2,71 км.

## Этимология
Название деревни образовано от фамилий Пац, Пацков, Пацевич.

## География
Пацевичи расположены в 23 км к юго-западу от Дятлово, 160 км от Гродно, 27 км от железнодорожной станции Слоним.

## История
В 1880 году Пацевичи — деревня в Козловской волости Слонимского уезда Гродненской губернии (48 жителей). По переписи населения 1897 года Пацевичи — деревня тех же волости, уезда и губернии. В Пацевичах насчитывалось 25 домов, проживало 144 человека. В 1905 году численность населения деревни составила 124 жителя.
В 1921—1939 годах Пацевичи находились в составе межвоенной Польской Республики. В этот период деревня относилась к сельской гмине Козловщина Слонимского повята Новогрудского воеводства. В 1923 году в Пацевичах насчитывалось 29 домов, проживало 96 человек. В сентябре 1939 года Пацевичи вошли в состав БССР.
В 1996 году Пацевичи входили в состав Денисовского сельсовета и колхоза «Слава труду». В деревне имелось 32 хозяйства, проживало 64 человека.
30 декабря 2003 года Пацевичи были переданы из упразднённого Денисовского сельсовета в Козловщинский поселковый совет.
26 декабря 2013 года деревня вместе с другими населёнными пунктами, ранее входившими в состав Козловщинского поссовета, была включена в новообразованный Козловщинский сельсовет.